# Senanga
Senanga è un centro abitato dello Zambia, situato nella Provincia Occidentale.